# TED
TED (Technology, Entertainment and Design) és una societat de responsabilitat limitada estatunidenca que organitza un conjunt de conferències seguint el seu lema ideas worth spreading («idees que val la pena difondre»). La societat és propietat de la fundació sense ànim de lucre Sapling Foundation.
TED fou fundada l'any 1984 amb la idea de ser un esdeveniment únic i ocasional, però l'èxit de la primera edició va portar als seus promotors a repetir l'experiència. Concretament, les conferències es van organitzar de forma irregular, fins que el 1990 el projecte es va convertir en un cicle regular de conferències anuals a Monterey (Califòrnia, Estats Units). Als seus orígens, posava l'èmfasi en la tecnologia i el disseny, seguint la moda imperant a Silicon Valley, però posteriorment es va ampliar a altres camps.
L'esquema de TED es configura amb la celebració anual d'una conferència principal a Long Beach (Califòrnia), i una altra, sota les sigles de TEDActive que té lloc a Palm Springs (Califòrnia). Puntualment, i amb motiu del 30è aniversari de l'empresa, ambdues conferències van variar la seva seu el 2014 de manera que la conferència principal es traslladarà a Vancouver (Canadà) i la TEDActive a Whistler (Canadà). De forma paral·lela, hi ha esdeveniments TED que se celebren en diferents indrets d'arreu del món, i que es coneixen com a TED Talks. Les TED Talks són mini-conferències d'un màxim de 18 minuts que ocupen una àmplia gamma de temes. Aquestes poden ser visionades online a través de la pàgina web de l'organització, que a més ofereix un servei de subtítols en un gran nombre d'idiomes, entre ells el català.
Els ponents de les TED Talks, que, com els subtituladors, no reben cap remuneració econòmica, han de presentar les seves idees de la manera més innovadora i atractiva possible. En aquest format de conferències, hi han intervingut personatges de la talla de Bill Clinton, Jane Goodall, Malcolm Gladwell, Gordon Brown, Richard Dawkins, Jimmy Wales, Bill Gates, els fundadors de Google, Larry Page i Sergey Brin, i diversos guanyadors del Premi Nobel. Al Gore hi va idear el seu documental Una veritat incòmoda a partir de la seva ponència a TED. En l'actualitat, es calcula que hi ha vora 1.400 Ted Talks, que són visitades per un milió i mig de persones diàriament i que estan subtitulades a 90 idiomes, gràcies a la col·laboració dels més de 8.000 traductors voluntaris.
L'aposta de l'empresa per retransmetre les seves conferències s'inicia el juny de 2006, moment a partir del qual, les TED Talks es retransmeten en obert i de franc a través de la web, sota la llicència GNU Free Documentation Share Alike amb llicència de Creative Commons i a través del portal www.TED.com. Les estadístiques mostren que el novembre de 2011, hi havia disponibles més de 1.050 TED Talks, que s'havien vist per uns 500 milions d'usuaris. El 13 de novembre de 2012, arribaven als mil milions de reproduccions arreu del món, el que reflectia una audiència mundial en línia ascendent.

## Objectiu i equip humà

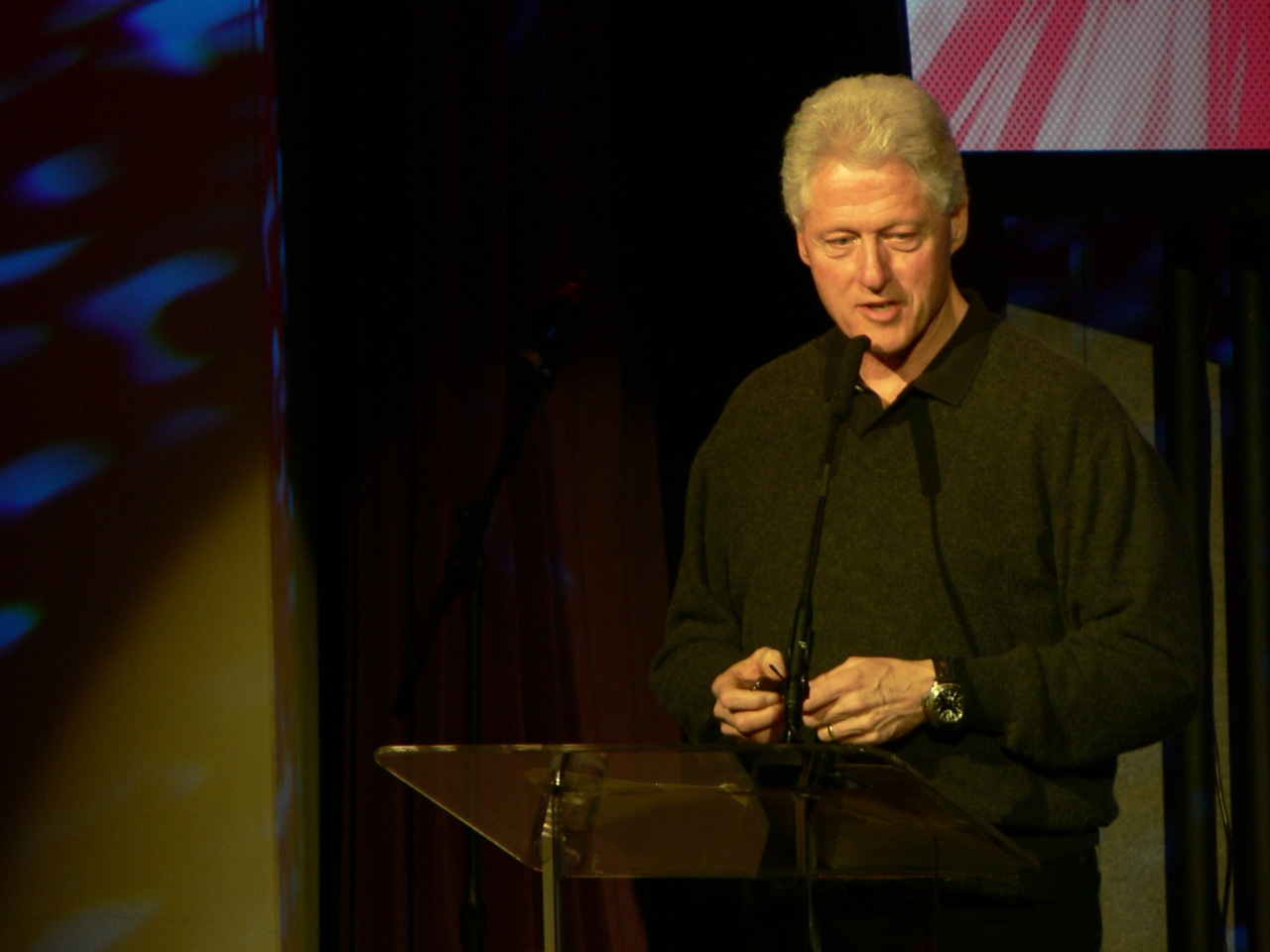
Bill Clinton durant una TED Talk l'any 2007

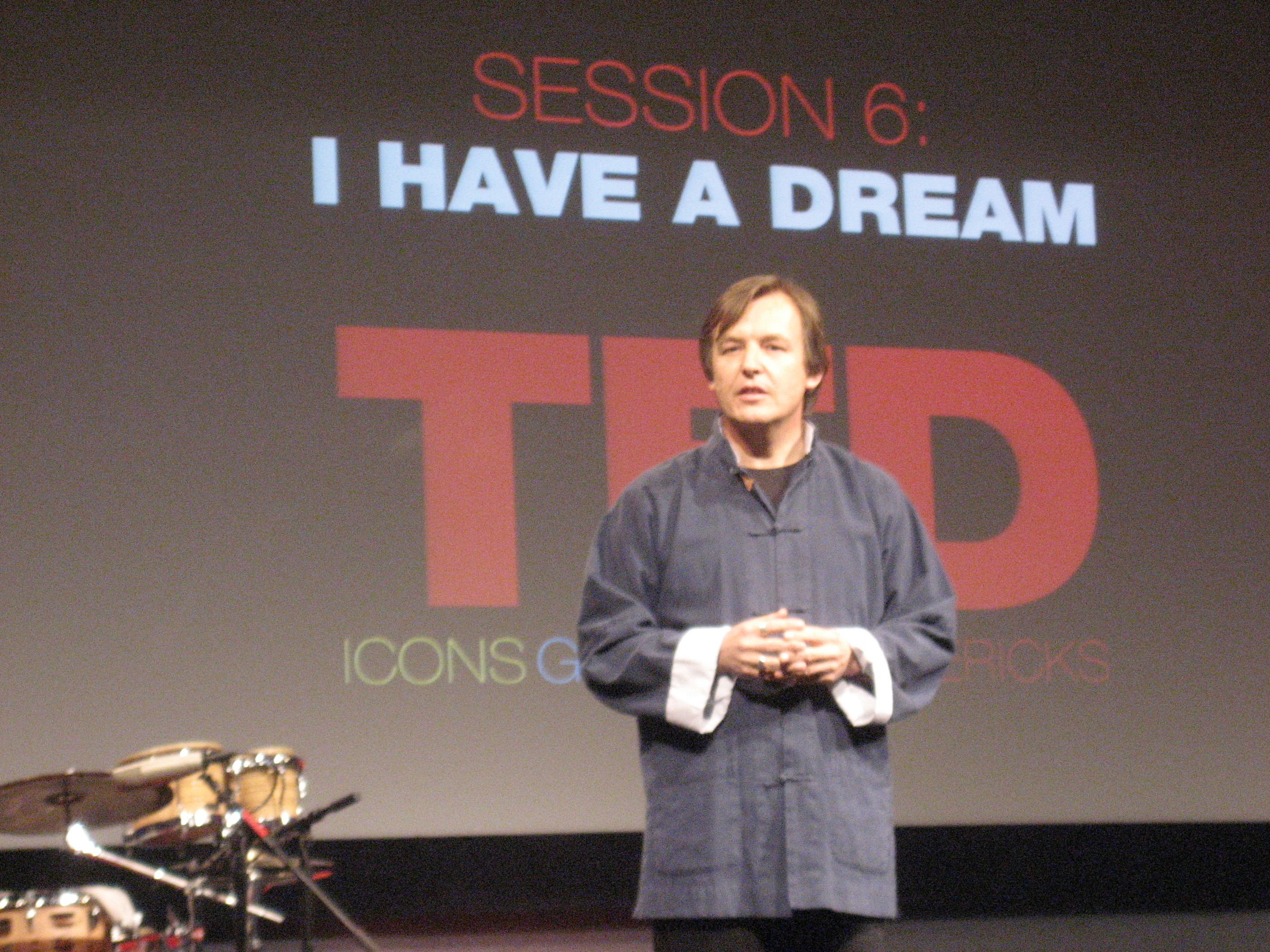
Chris Anderson, el Curator o mànager de TED durant una ponència l'any 2007

La filosofia i els principis que regeixen la companyia es desprenen de la fórmula que usa per identificar el seu objectiu com a empresa. Concretament l'organització basa la seva missió empresarial en la transmissió de coneixement i d'idees, i que queden recollides en la següent prerrogativa publicada en la seva web:
"Creiem apassionadament en el poder de les idees per canviar actituds, vides i en última instància, el món. Així que estem construint un centre d'intercanvi que ofereix el coneixement lliure i la inspiració dels pensadors més inspirats del món, i també una comunitat d'ànimes curioses per a participar amb idees, entre els uns i altres."
L'organització posseeix un gran nombre de col·laboradors disseminats arreu del món. Per un cantó hi ha els ponents, que no reben cap de compensació onerosa per desenvolupar les seves ponències. Igualment, la companyia compta amb prop de 8.000 voluntaris que tradueixen i subtitulen les ponències. Aquests voluntaris tampoc no reben cap mena de compensació econòmica per la seva tasca, si bé sí que gaudeixen d'un reconeixement especial per cada una de les traduccions que fan. Finalment, TED també compta amb un personal propi pròxim als 90 treballadors repartits entre la seva seu central a Nova York i la seu de Vancouver i amb un programa de becaris conegut com a TED Fellows.

## Inicis
TED fou concebuda per l'arquitecte i dissenyador gràfic Richard Saul Wurman. Wurman, al llarg de la seva trajectòria professional, observà la convergència entre els sectors productius relacionats amb la tecnologia, l'entreteniment i el disseny. A partir d'aquestes premisses, Wurman dissenyà i organitzà la primera conferència, conjuntament amb Harry Marks l'any 1984. Aquesta va comptar amb la intervenció de membres de l'empresa Sony, que presentaren una de les primeres demostracions d'un compact disc. L'empresa Apple hi presentà una de les primeres versions de l'aleshores revolucionari Macintosh.
El mestre de cerimònies de la conferència fou el matemàtic Benoit Mandelbrot acompanyat per membres influents de la comunitat digerati (que compta entre els seus membres amb personalitats de renom dins del sector informàtic i de les comunitats en línia) com Nicholas Negroponte o Stewart Brand. Malgrat els esforços i l'excepcional nivell dels ponents, l'esdeveniment fou un fracàs econòmic, pel que es van necessitar sis anys fins que s'organitzés la segona conferència. L'èxit d'aquesta segona conferència, i la seva rendibilitat econòmica, propiciarien la creació de la comunitat TED, que des d'aleshores s'han anat reunint regularment en un esdeveniment anual. Val a dir, però, que a aquesta conferència tan sols s'hi podia accedir per invitació. Inicialment, Monterey (Califòrnia) era la seu de les conferències fins que l'any 2009, van traslladar-se a Long Beach (Califòrnia) a un auditori amb major capacitat.
Les primeres ponències procedien d'especialistes en els camps tecnològics, de l'entreteniment o el disseny. Durant els anys 1990, però, la llista de ponents va ampliar-se amb científics, filòsofs, músics, líders religiosos, filantrops, etc.
A partir de l'any 2000, Wurman, que tenia 65 anys, va cercar un successor. Una de les seves idees fou reunir-se amb l'empresari especialitzat en noves tecnologies i entusiasta del projecte Chris Anderson, fundador de la desapareguda revista Business 2.0, per discutir-ne el futur. El novembre de 2001, la Sampling Foundation va passar a ser la propietària, apostant així per a la continuació més enllà de la persona de Wurman. El febrer de 2002, Anderson va explicar la seva visió de la companyia i el seu paper dins la mateixa i crear la funció de curator.
El 2006, el preu de l'assistència a la conferència anual va arribar als 4.400 dòlars i només amb invitació prèvia. El 2007 neix el model d'afiliació, consistent en una quota anual que incloïa l'assistència a la conferència, eines per a la creació de xarxes i altres serveis als membres. El 2010, el preu per assistir a la conferència oscil·lava entre els 7.500 i 125.000 dòlars. També existeix l'opció de seguir-la per Internet, a un preu reduït.

## TED Global

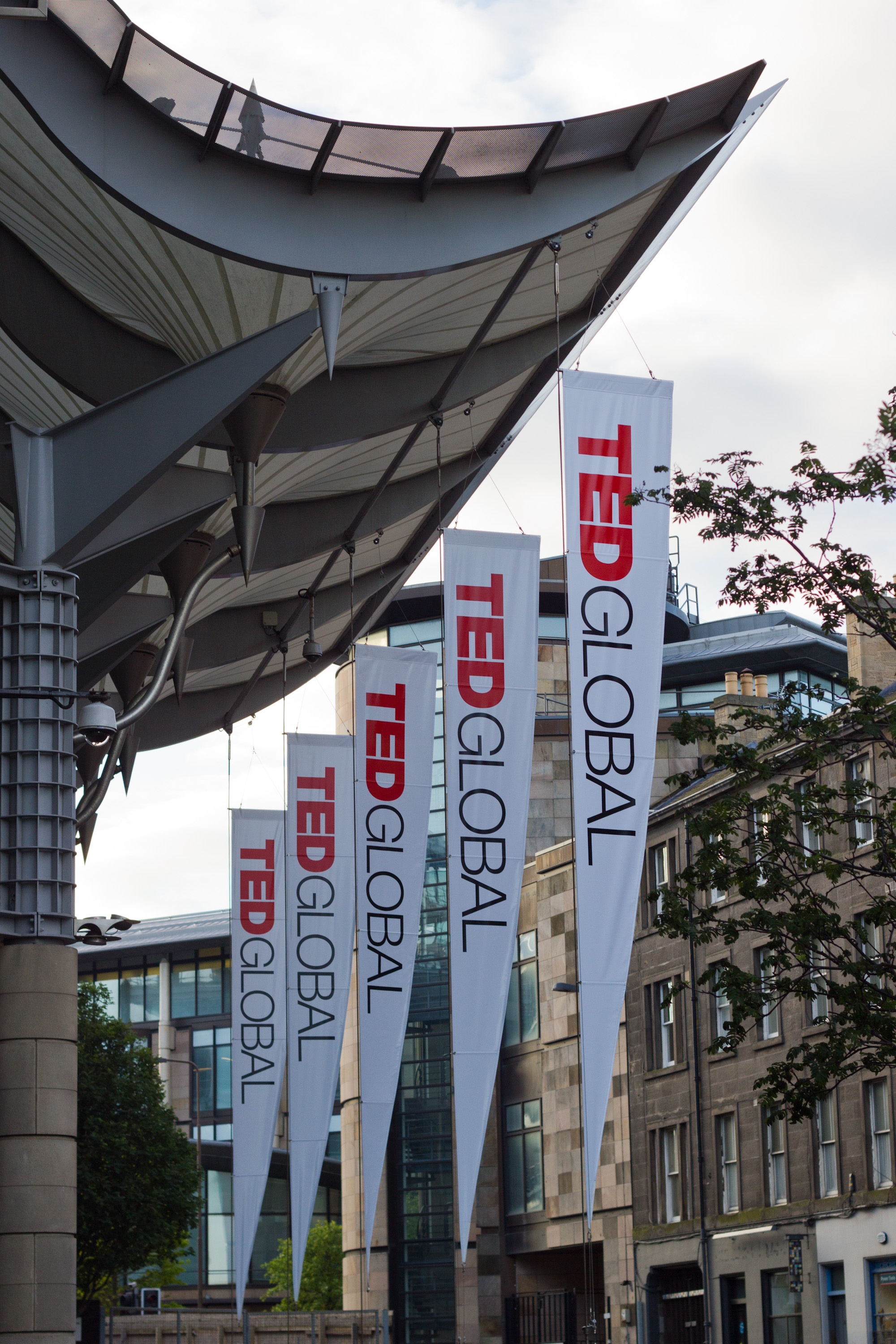
L'entrada a la TED Global de 2012

El 2005, sota la supervisió d'Anderson, s'organitzà una conferència paral·lela amb la particularitat de tenir una visió més globalitzadora del projecte. Aquest esdeveniment se'l va batejar com a TEDGlobal, tot i que popularment se'l coneix com el Davos per optimistes. La primera edició es va fer a Oxford al Regne Unit l'any 2005, posteriorment a Arusha (Tanzània) el 2007 sota el títol TEDAfrica, i de nou a Oxford els anys 2009 i 2010. A més, l'any 2009 també es va organitzar-ne una a l'Índia, concretament a Mysore, mentre que els anys 2011, 2012 i 2013 va viatjar a Edimburg (Escòcia). El director a Europa i curator de la TEDGlobal és el suís Bruno Giussani.

## Premis TED
Els Premis TED començaren la seva trajectòria l'any 2005 i des dels seus inicis i fins al 2010, es concedien de forma anual a tres persones, amb una dotació econòmica de 100.000 dòlars i la possibilitat per part del guanyador de formular un desig per canviar el món que la mateixa organització recollia com a objectiu. Concretament, el guanyador de cada any revela el seu desig a la conferència de l'any en què és premiat. El 2010 es va introduir un canvi en el procés de selecció, deixant de banda el triplet de guanyadors i escollint un únic guanyador, amb la intenció que la iniciativa pogués maximitzar els seus esforços per fer realitat els desitjos dels premiats. El 2012, per primera vegada el premi no es concedia a una persona, sinó a un ens conceptual lligat amb l'actual fenomen mundial de la urbanització creixent, el City 2.0. El 2013, la dotació econòmica del premi augmenta fins a un milió de dòlars.
| 2005             | 2006             | 2007             | 2008            | 2009               | 2010         | 2011 | 2012     | 2013         | 2014           |
| ---------------- | ---------------- | ---------------- | --------------- | ------------------ | ------------ | ---- | -------- | ------------ | -------------- |
| Bono             | Larry Brilliant  | Bill Clinton     | Neil Turok      | Sylvia Earle       | Jamie Oliver | JR   | City 2.0 | Sugata Mitra | Charmian Gooch |
| Edward Burtynsky | Jehane Noujaim   | Edward O. Wilson | Dave Eggers     | Jill Tarter        | Jamie Oliver | JR   | City 2.0 | Sugata Mitra | Charmian Gooch |
| Robert Fischell  | Cameron Sinclair | James Nachtwey   | Karen Armstrong | José Antonio Abreu | Jamie Oliver | JR   | City 2.0 | Sugata Mitra | Charmian Gooch |

### TED Prize Filmmaker Award
Paral·lelament als premis generals, junts amb l'organització Sundance Institute's Documentary Film Program va promoure una nova modalitat de premis per a creadors de curtmetratges en format multiplataforma. L'objectiu és donar a conèixer l'obra de joves directors de cinema independent i compromesos amb els ideals de TED. La primera edició del premi fou el 2013 i el guanyador va rebre 125.000 dòlars per produir i filmar un curtmetratge cinematogràfic, amb el compromís que en el termini d'un any després de rebre el premi la pel·lícula estigui enllestida. El principal objectiu d'aquest premi és el de crear un cicle de cinema independent en l'àmbit dels documentals d'uns 45 minuts de durada que tinguin nivell per a presentar-se a la categoria de millor curtmetratge dels premis de l'Acadèmia, més coneguts com a Oscars.

## TED Talks

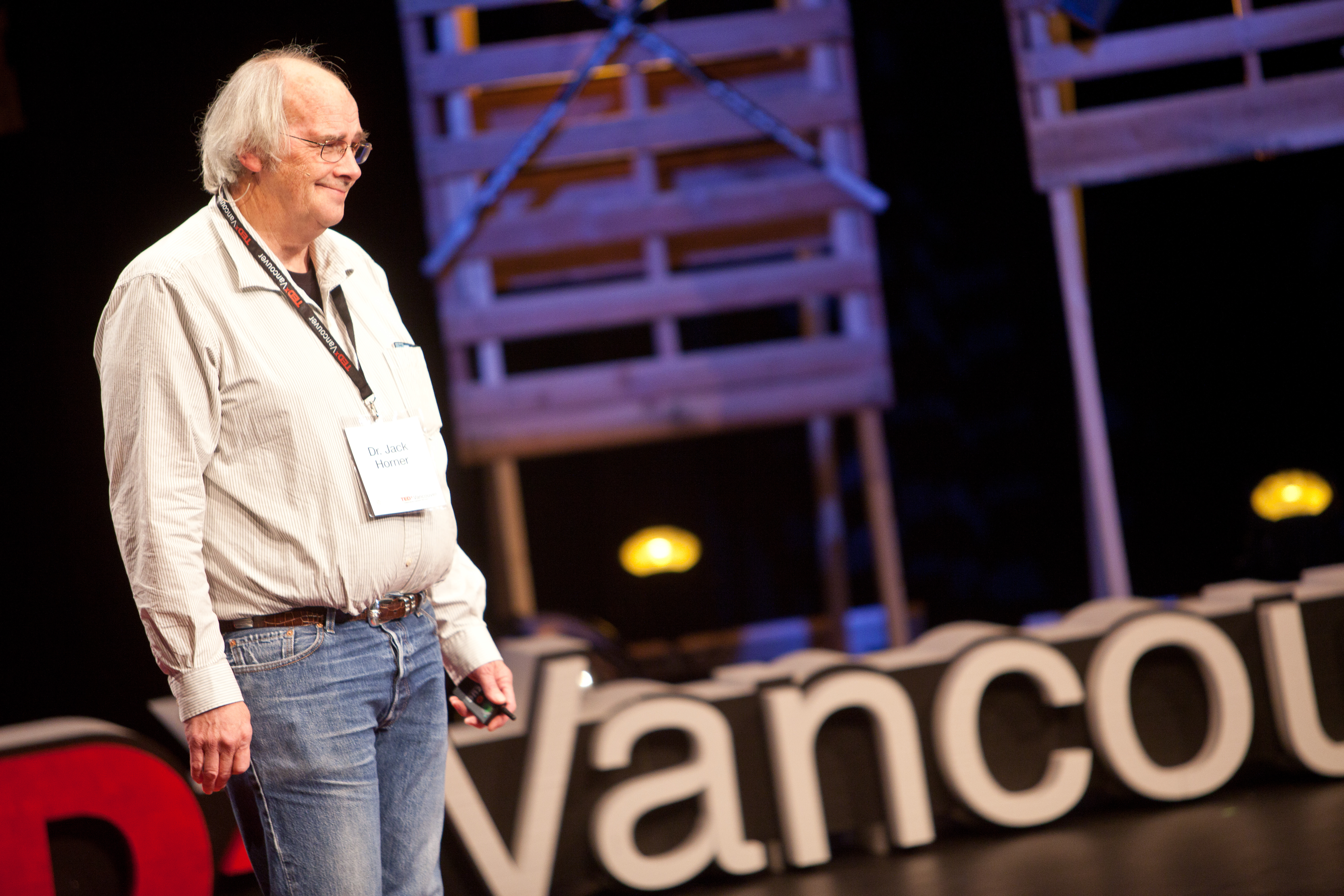
El Dr. Jack Horner durant una TEDxVancouver (Canadà)

Les converses TED Talks són un dels productes més importants del programa. Concretament, són ponències amb una durada màxima de 18 minuts on els ponents, que no poden rebre cap remuneració econòmica, han de presentar les seves idees de la manera més innovadora i atractiva possible. El seu origen se situa l'any 2001, quan Chris Anderson accepta ser el mànager de l'organització. Fins aquell moment, tan sols oferia la TED Conference, la qual a més a més havia assolit tal grau d'èxit que des d'alguns sectors s'acusava la iniciativa d'ésser massa elitista. Anderson volia que les idees del programma es difonguessin arreu del món i d'alguna manera universalitzar el món TED. L'any 2001 es van fer tan populars que, el 2007, Anderson va decidir ampliar el producte en permetre una audiència global i gratuïta de les ponències a través de la web de l'organització.
Totes elles, són retransmeses online a través de la web de TED, que a més ofereix un servei de subtítols en una gran nom d'idiomes, entre ells el català.

### Història
L'origen de les TED Talks se situa l'any 2001, quan Chris Anderson accepta ser el mànager de TED. Fins aquell moment, TED tan sols oferia la TED Conference, la qual a més a més havia assolit tal grau d'èxit, que des d'alguns sectors s'acusava a TED d'elitista. Anderson volia que les idees que proveïa TED es difonguessin arreu del món i d'alguna manera universilitzar el món TED. Per això va ampliar la gamma de productes TED, amb el TED Prize (Un premi anual), la TED Global (Un altre gran conferència) i les TED Talks. Les TED Talks, que funcionaven des de l'any 2001 es van fer tan populars, que el 2007, Anderson va decidir ampliar el producte permetent una audiència global i gratuïta del de les ponències a través de la web de TED.
En aquest format de xerrades organitzades per TED, hi han intervingut personatges de la talla de Bill Clinton, Jane Goodall, Malcolm Gladwell, Gordon Brown, Richard Dawkins, Jimmy Wales, Bill Gates, els fundadors de Google, Larry Page i Sergey Brin, i diversos guanyadors del Premi Nobel. En l'actualitat, es calcula que hi ha vora 1.400 Ted Talks, que són visitades per un milió i mig de persones diàriament i que estan subtitulades a 90 idiomes pels més de 8.000 traductors voluntaris que hi col·laboren. Per altra banda, Al Gore va idear el seu documental Una veritat incòmoda a partir de la seva ponència a TED.
Des de juny de 2006, les TED Talks es retransmeten en obert i de franc a través de la web, sota la llicència GNU Free Documentation Share Alike amb llicència de Creative Commons, a través del portal TED.com. El novembre de 2011, més de 1.050 TED Talks estaven disponibles i havien estat vistes per uns 500 milions d'usuaris. El 13 de novembre de 2012, les TED Talks arribaven als mil milions de reproduccions arreu del món.

### TEDx
Un subproducte de TED que entra dins d'aquesta idea d'universalitzar l'organització, són les TEDx. Les TEDx són TED Talks que s'organitzen en qualsevol ciutat del món sota llicència de l'organització. Per exemple, dins l'àrea d'influència catalanoparlant s'han organitzat TEDx principalment a Barcelona, sota diferents formats com TEDXRambles, TEDxBarcelona, TEDxBarcelonawomen, TEDxYouth@Barcelona. però també a Vic amb el nom TEDxPla de la Calma, a Manresa, a Tarragona la TEDxTarragona, a València, a Castelló, a Palma amb el nom TEDxPasseigdesborn i Andorra la Vella. A nivell universitari la Universitat Politècnica de Catalunya, la Universitat de Barcelona, la Universitat de Girona i la Universitat Jaume I han organitzat o col·laborat en l'organització d'esdeveniments TEDx.
Dins l'àrea d'influència catalanoparlant s'han organitzat TEDx principalment a Barcelona, sota diferents formats com TEDXRambles, TEDxBarcelona, TEDxBarcelonawomen, TEDxYouth@Barcelona. però també a Vic amb el nom TEDxPla de la Calma, a Manresa, a Tarragona la TEDxTarragona, a València, a Castelló,a Palma amb el nom TEDxPasseigdesborn, Reus amb el nom TEDxReus, i Andorra la Vella. En l'àmbit universitari, la Universitat Politècnica de Catalunya, la Universitat de Barcelona, la Universitat de Girona i la Universitat Jaume I han organitzat o col·laborat en l'organització d'esdeveniments TEDx.

### Subtítols en obert
El subprojecte TED Open Translation va començar el maig de 2009, amb l'objectiu d'arribar al màxim possible de persones d'arreu del planeta que no parlen anglès. L'organització utilitza diferents plataformes per traduir el text dels vídeos de TED (inicialment amb el seu soci tecnològic DotSub fins que el maig de 2012 s'incorporà el codi obert de traducció Amara. En el moment del llançament, el projecte comptava amb 300 traduccions fetes per 200 transcriptors voluntaris en 40 idiomes diferents. El desembre de 2011, el nombre de traduccions ja arribava als 80 idiomes i el desembre de 2012, més de 32.700 traduccions havien estat completades pel total de 8.382 traductors voluntaris en 93 idiomes diferents. El projecte va contribuir a un augment significatiu de visitants internacionals a la pàgina web de TED, amb un augment del trànsit des de fora dels Estats Units pròxim al 350%, amb un creixement del 600% per cent a Àsia i més d'un 1000% a Amèrica del Sud.

## TED-Ed. Lessons Worth Sharing
TED-Ed, Lessons Worth Sharing (lliçons que val la pena compartir) és la iniciativa d'educació creada l'any 2012 per la mateixa organització de TED. Es tracta d'una videoteca que té com a principal intenció oferir mitjans que facilitin l'aprenentatge i l'ensenyament als professors, estudiants i curiosos d'arreu del món. Un dels seus principals projectes són els vídeos originals animats que expliquen, en pocs minuts, temes d'una àmplia gamma de sectors: història, cultura, literatura, ciència, etc. A més a més, la seva plataforma internacional també permet la creació de lliçons interactives.
La plataforma proposa un procés d'educació a partir de vídeos o lessons (lliçons en català). El procés es desenvolupa en 4 passes:
1. Watch (Mira). Ofereix el visionament del vídeo.
2. Think (Pensa). Permet introduir preguntes o tests de resposta múltiple o oberta per tal de crear debat entre les opinions i aportacions a l'aula.
3. Dig Deeper (Profunditza). Per profunditzar o introduir temes de comprensió, enllaços relacionats al tema del video, recursos extra de consolidació, etc.
4. ...And Finally (...I finalment). Recapitulació i conclusió del tema desenvolupat.

Durant aquest procés, els educadors tenen l'opció de canviar o modificar la lliçó gràcies a la funcionalitat customize this lesson, de manera que els materials quedin editats i, a partir d'allà, es crea un nou enllaç que el responsable pot compartir amb l'alumnat o altres interessats.
La recerca per tipus de contingut s'organitza en tres apartats:
- TED talks lessons, format per totes les lliçons o xerrades.
- TED-Ed original, vídeos animats propis de la plataforma, creats per professionals.
- TED-Ed selects, vídeo/lliçons excepcionals seleccionades pel professorat voluntari i la direcció Ted-Ed.

La recerca també es pot realitzar segons el nivell educatiu (des d'elemental fins a universitat), la duració, tipus de contingut o l'idioma dels subtítols.
Les matèries o apartats oferits per explorar són els següents:
- Arts: visuals, escèniques i valor de les arts.
- Negocis econòmics: economia global, macroeconomia, microeconomia, finances personals o negocis.
- Disseny, enginyeria i tecnologia.
- Salut: desenvolupament del creixement, condicions mèdiques, salut del consumidor, salut pública, nutrició, aptitud física, salut emocional i educació sexual.
- Literatura i llengua: literatura, lingüística, escriptura/composició i discurs.
- Matemàtiques: àlgebra, anàlisi de dades i probabilitat, geometria, mesurament, números i operacions.
- Filosofia i religió.
- Psicologia: història, enfocaments i mètodes; bases biològiques del comportament; consciència, sensació i percepció; cognició i aprenentatge; motivació i emoció; psicologia del desenvolupament, personalitat, trastorns psicològics i tractament; i psicologia social.
- Tecnologia científica: ciències de la terra i de l'espai, ciències de la vida, ciències físiques, ciències del medi i de la natura
- Ciències socials: antropologia, estudis d'àrea, ciència del dret cívic, geografia, història, medis i periodisme i sociologia.
- Ensenyament i educació: lideratge educatiu, política educativa, estructura i funció de les escoles i estratègies d'ensenyament.
- Pensant i aprenent: atenció i compromís, memòria, pensament crític, resolució de problemes, creativitat, col·laboració, alfabetització informacional i organització i gestió del temps.

### TED-Ed Clubs
El programa TED-Ed Clubs ajuda els estudiants a descobrir, investigar, explorar i presentar les seves idees en format de xerrada breu a l'estil TED. Dues vegades l'any, es conviden els oradors més convincents d'aquests clubs a Nova York.

## TED Fellows
Els becaris TED es van introduir el 2007, durant la primera conferència TEDGlobal a Àfrica feta a Arusha (Tanzània). Concretament, 100 joves del continent africà foren seleccionats com els primers becaris. L'experiència es va repetir dos anys després, quan 99 joves més, majoritàriament provinents del sud-est asiàtic, foren seleccionats durant el TEDxIndia. El 2010, el programa de becaris es va iniciar en el seu format actual. Per cada conferència, 20 becaris són seleccionats d'entre més de 1200 candidats, el que suposa un total de quranta becaris nous per any. Dels becaris seleccionats l'any anterior, quinze són escollits cada any per participar en el programa Senior Fellows program de dos anys més (en què participaran en quatre conferències més). Per tant, cada any hi ha 40 becaris nous, més 30 becaris d'alt nivell o sènior amb dos anys d'experiència.
L'acceptació com a membre no és basada en les credencials acadèmiques, sinó en les accions passades i actuals, i en els plans de futur del candidat. A més d'assistir a una conferència gratuïta, cada membre participa en un programa especial amb la tutoria d'experts en el camp de la difusió de les idees, i pot donar una petita xerrada sobre el "TED Fellows" o "TED University" el dia abans de la conferència. Algunes d'aquestes xerrades es publiquen posteriorment a la pàgina web. Els becaris reben altres beneficis i responsabilitats addicionals (com ser amfitrió d'un esdeveniment TEDx per més de 50 persones).
Entre les participants al programa destaca la guanyadora d'un Òscar Sharmeen Obaid Chinoy pel documental sobre la violència de gènere a la República Islàmica del Pakistan titulat Saving Face.

## TED Conversations
Les TED Conversations són un altre producte basat en una plataforma digital d'intercanvi d'idees durant un temps limitat i són liderades pels ponents de l'organització i pels becaris. Es divideixen en tres possibles opcions:
- Idees: els usuaris registrats a la plataforma discuteixen sobre una idea a desenvolupar
- Qüestions: els usuaris discuteixen al voltant d'una pregunta
- Debat: els usuaris discuteixen al voltant d'un tema d'actualitat

## Altres programes

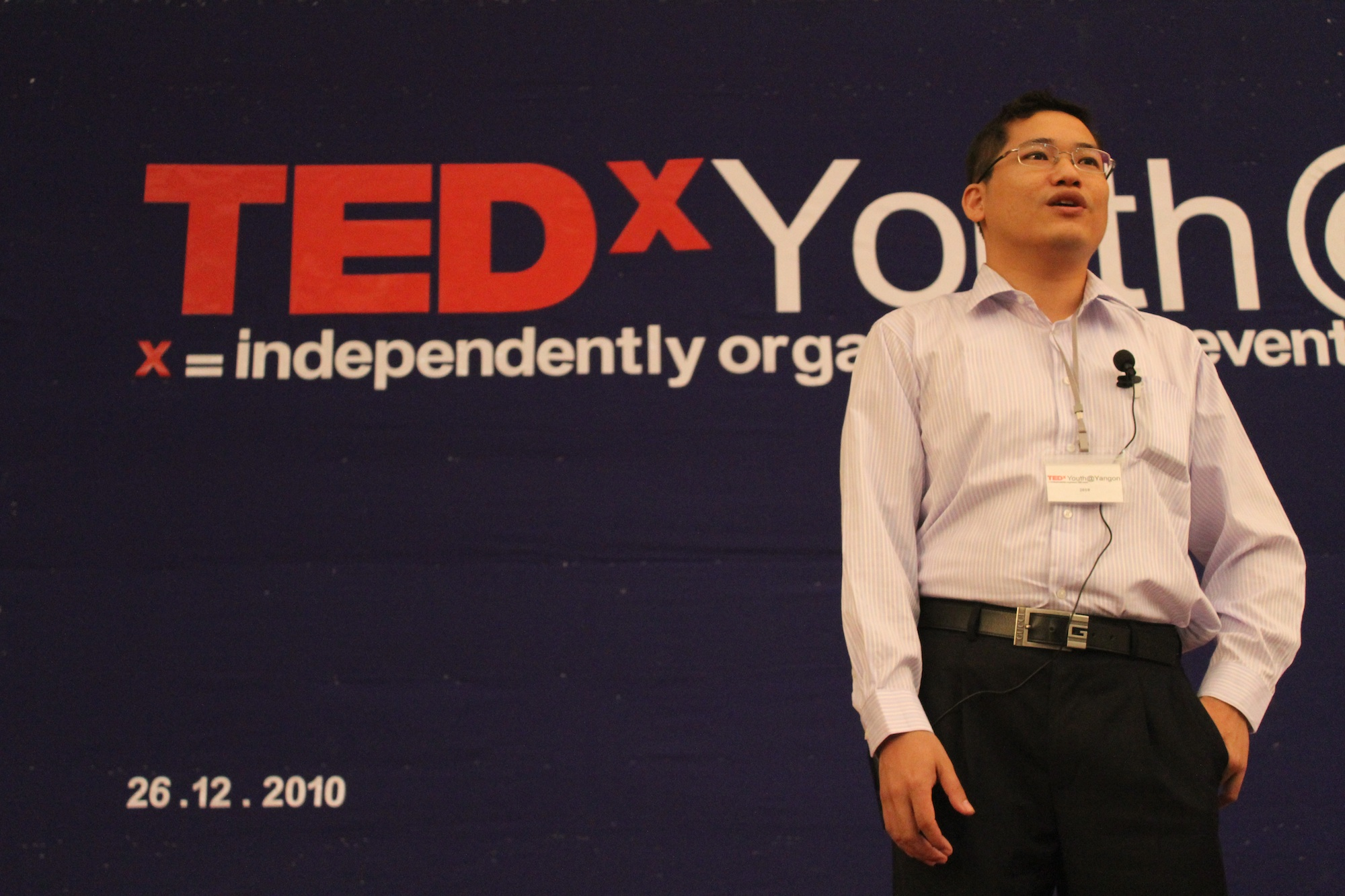
Un TEDxYouth a Yangon (Birmània)

- TEDWomen: Són una sèrie de conferències centrades en temes orientats a les dones.[63]
- TEDMED: És una conferència anual que se centra en la salut i la medicina. TEDMED és un esdeveniment independent que opera sota llicència de la conferència TED, sense ànim de lucre.[64][65]
- TEDYouth és un esdeveniment d'un dia de durada per a estudiants de secundària amb ponències i activitat. L'esdeveniment coincideix amb més de 100 esdeveniments TEDx rebatejats com TEDxYouthDay que se celebren arreu del món durant un període de 48 hores.[43]
- TED Countdown.

### TED Countdown
TED Countdown és una iniciativa organitzada per TED amb l'ajuda de Future Stewards i Google, que té com a objectiu contrarestar l'efecte del canvi climàtic amb idees proporcionades per qualsevol usuari. La missió principal de Countdown és focalitzar els recursos i idees en 5 àmbits principals: l'energia, l'ambient construït, els mitjans de transport, el menjar i la natura. Per aconseguir-ho, la iniciativa apel·la a tothom que estigui disposat a contribuir-hi, i la difusió de Countdown entre celebritats, CEOs, creadors de continguts, etc. serà clau pel seu èxit.
A la seva pàgina web oficial podem veure que un dels objectius principals és reduir les emissions de l'efecte hivernacle de les 55 gigatones de CO2E que avui en dia el nostre planeta sofreix a la meitat per l'any 2030, i a 0 gigatones pel 2050.
A la pàgina web de TED, a l'apartat de Countdown, hi podrem trobar una guia general perquè hom es pugui informar de les causes, les conseqüències i què es pot començar a fer per combatre-ho, mitjançant articles, vídeos i animacions específicament fetes per aquest objectiu.
La iniciativa va culminar l'octubre de 2020, amb una cimera de quatre dies a Bergen (Noruega), on es van compartir les solucions més interessants i factibles que s'havien anat recollint al llarg dels mesos. Aquest esdeveniment va anar acompanyat d'especialistes de totes les branques implicades, que van realitzar xerrades que es van poder seguir a tot el món; altres personalitats destacables, com creadors de continguts, els anomenats influencers, alcaldes, activistes, entre d'altres, també van contribuir a l'evolució de l'esdeveniment.

## Controvèrsies i crítiques

### Sarah Silverman
Les TED Talks van ser objecte de polèmica l'any 2010, quan la comedianta Sarah Silverman fou convidada com a ponent. En la seva xerrada, Silverman va parlar sobre l'adopció d'un nen amb discapacitat intel·lectual. La polèmica va sorgir després de la xerrada quan el mànager (curator) de TED, Chris Anderson, va publicar la següent frase al seu compte de Twitter: «I know I shouldn't say this about one of my own speakers, but I thought Sarah Silverman was god-awful»(Trad. lliure: Sé que no hauria de dir això sobre un dels meus propis ponents, però crec que Sarah Silverman ha estat espantosa.) 
A pesar que Anderson va esborrar posteriorment la seva piulada, Silverman li va respondre a través del seu compte de Twitter amb la frase següent: «Kudos to [Chris Anderson] for making TED an unsafe haven for all! You're a barnacle of mediocrity on Bill Gates' asshole.» (trad. lliure: Felicitats a Chris Anderson per haver fet de TED un refugi insegur per a tothom! Ets una paparra mediocre enganxada al forat del cul de Bill Gates).
Anderson, tot i que va demanar disculpes per tota la situació a través del seu compte a la plataforma Posterious, va respondre a Silverman amb la frase següent: «Call me stuffy, but I still think humor about terminally ill 'retarded' kids is an acquired taste... And not a taste I personally want to acquire.» (trad. lliure: Digueu-me carrincló, però continuo pensant que l'humor sobre nens discapacitats amb malalties terminals és un gust adquirit... I no és un gust que personalment desitgi adquirir
En la polèmica també s'hi va veure involucrat l'home de negocis i cofundador d'America Online, Steve Case. Nassim Taleb va acusar TED de manca d'honradesa intel·lectual en la segona edició del seu llibre The Black Swan (El Cigne Negre) de 2010. Taleb considerava TED com: «[…] una monstruositat que converteix els científics i pensadors de baix nivell, en animadors o artistes de circ.»
Val a dir que la polèmica entre Taleb i TED ja havia començat l'any 2008 quan l'escriptor libanès va denunciar que els propietaris de TED no havien publicat una xerrada seva sota el títol l'Advertència sobre la crisi financera per raons purament estètiques.

### Sara Lacy
Sarah Lacy, periodista de TechCrunch i BusinessWeek va criticar TED per elitista. Per esgrimir aquesta acusació va denunciar el preu de l'entrada a les conferències i el mal tracte rebut per part dels assistents, especialment aquells que eren considerats menys importants. Les seves afirmacions foren rebatudes per l'escriptor, bloguer independent i ponent de TED Robert Scoble que va descriure la postura de Lacy com una opinió motivada per la gelosia. Val a dir, que donat suport a TED per traslladar l'esdeveniment principal a un lloc més gran, com finalment es va fer amb Long Beach, la periodista també havia publicat vídeos de les seves ponències en la versió online gratuïta.

### Altres
Una altra controvèrsia relacionada amb els esdeveniments TED fou la protagonitzada per Nick Hanauer. La problemàtica va sorgir quan l'organització es va negar a publicar un discurs sobre el risc del capitalisme durant una TEDxuniversity a Seattle. El discurs analitzava la relació entre la pressió fiscal, la classe social i la igualtat econòmica. De fet Hanauer, assegurava que els multimilionaris (entre els quals s'incloïa) eren els culpables de l'alentiment econòmic i que no afavorien la creació de llocs de treball. En un correu electrònic privat a Hanauer, Chris Anderson li va comunicar la seva decisió de no publicar la ponència, assenyalant que personalment compartia el seu disgust per la creixent desigualtat econòmica de classe als Estats Units, però que esperava de Hanauer un altre tipus d'argumentació que permetés a la gent reflexionar de forma més clara sobre el tema, en comptes d'una repetició tediosa i partidista dels arguments que de forma diària s'escolten als mitjans de comunicació. La revista Forbes també va criticar durament els postulats de Hanauer.
El febrer de 2013, Eddie Huang va ser acomiadat com a becari TED per no respectar la regla bàsica de participar en totes les ponències de la conferència TED. (El que suposava una dedicació d'entre 12 i 15 hores durant set dies a la setmana). Huang fou la primera persona a qui es va convidar a no acabar amb el seu programa de becari. El mateix Huang, posteriorment, va criticar durament l'organització, que va definir com una secta dogmàtica semblant a la cienciologia.
Altres xerrades polèmiques han estat les ponències de Melinda Gates sobre els mètodes anticonceptius, que generaren la reacció de la dreta mediàtica dels Estats Units i que va acabar derivant sobre si els anticonceptius havien d'estar reglats dins el sistema de salut nacional dels EUA o la de James Hansen, membre de la NASA comparant el canvi climàtic amb el xoc d'un asteroide.
L'escriptora anglesa Julie Bindel critica la pompositat del format que segons ella sovint consisteix en la mera presentació de ximpleries banals com una descoberta pregona, en discursos als quals la forma i l'estil importen més que el contingut.